# Heinrich Bernhard Oppenheim
Heinrich Bernhard Oppenheim (* 20. Juli 1819 in Frankfurt am Main; † 29. März 1880 in Berlin) war ein deutscher Liberaler, Freihändler, Jurist, Völkerrechtler, Publizist und Philosoph.

## Leben und Wirken
Oppenheim stammte aus der jüdischen Frankfurter Bankiersfamilie Oppenheim. Er studierte in Göttingen, Heidelberg und Berlin Rechtswissenschaften. Eine Habilitation in Berlin scheiterte an seiner jüdischen Herkunft. 1841 wurde er Privatdozent für Staatswissenschaft und Völkerrecht in Heidelberg.
Mitte der 1840er Jahre wandte er sich der politischen Publizistik zu. 1848 befand er sich auf dem radikal-demokratischen Flügel der Revolution; er war Mitherausgeber der Zeitschrift Die Reform.
1861 schloss sich Oppenheim der Fortschrittspartei an und war ab diesem Jahr Herausgeber der Deutschen Jahrbücher für Politik und Literatur, die bald verboten wurden.
Seit Anfang der 1860er Jahre war er beim Kongreß deutscher Volkswirte. Der Fortschrittsliberale galt als „strammer Freihändler“ und als hervorragender Nationalökonom. Später wandte er sich auch sozialpolitischen Themen wie der Armenpflege und dem Heimatrecht zu.
Aus dem Bedürfnis heraus, praktische Politik zu betreiben, schloss er sich 1866 den Nationalliberalen an. Oppenheim unterstützte Otto von Bismarcks Kurs bei der Einigung der Nation.
1869 unterlag er Wilhelm Buff in der Ersatzwahl für den Reichstag des Norddeutschen Bundes in einem oberhessischen Wahlkreis.
Die Anhänger Oppenheims verbreiteten eine Broschüre, in der unter anderem der Vorwurf erhoben wurde, dass im Wahlkampf antisemitische Ressentiments bedient worden seien.
1874 wurde er dann in den Reichstag gewählt. 1880 schloss er sich aufgrund von Bismarcks Schutzzollpolitik den Sezessionisten an.
In seiner philosophischen Tätigkeit befasste er sich vornehmlich mit dem parlamentarischen System und dem Dienst der Volksvertreterschaft am Gemeinwohl anstelle der Hingabe an Partikularinteressen. Oppenheim prägte auch den Begriff des Kathedersozialismus.

## Schriften
- Der freie deutsche Rhein. Stuttgart, Tübingen: Cotta, 1842 (Digitalisat).
- Staatsrechtliche Betrachtungen über Regierungsfähigkeit und Regentschaft mit besonderer Beziehung auf die Thronfolge in Hannover. Stuttgart: Adolph Krabbe, 1844 (Digitalisat).
- System des Völkerrechts. Frankfurt a. M.: Literarische Anst., 1845 (Digitalisat). Zweite, vermehrte und verbesserte Ausgabe: Stuttgart u. a.: Kröner, 1866 (Digitalisat).
- Ueber das Verbot ganzer Verlagsfirmen. Karlsruhe: Groos, 1846 (Digitalisat).
- Philosophie des Rechts und der Gesellschaft und das öffentliche Recht Deutschlands. Stuttgart: Franckh, 1850 (Digitalisat). Nachdruck: Hrsg. und mit einem Anhang versehen von Hermann Klenner, Freiburg, Berlin: Haufe, 2007, ISBN 978-3-448-08813-7 (=Haufe-Schriftenreihe zur rechtswissenschaftlichen Grundlagenforschung, Bd. 20).
- Praktisches Handbuch der Consulate aller Länder. Erlangen: Enke, 1854 (Digitalisat).
- Deutschlands Noth und Ärzte . Berlin: Huber, 1859 (Digitalisat).
- Deutsche Begeisterung und Habsburgischer Kronbesitz. Berlin: Huber, 1859 (Digitalisat).
- Unsere Ideale und Enttäuschungen in Frankreich und England. In: Demokratische Studien, Nr. 1, hrsg. v. Ludwig Walesrode, Hamburg: Otto Meißner, 1860 (Digitalisat), S. 7–58.
- Vermischte Schriften aus bewegter Zeit. Stuttgart, Leipzig: Kröner, 1866 (Digitalisat).
- Friedensglossen zum Kriegsjahr. Leipzig: Duncker und Humblot, 1871 (Digitalisat).
- Der Katheder-Sozialismus. Berlin: Oppenheim, 1872 (Digitalisat).
- Ueber Parteibildungen, Zur Geschichte des Börsenschwindels, Vom gescheiterten Steuererlaß, Volkswirthschaftliche Verirrungen und Ueber Wohnungsnot und Communismus. In: Die Gegenwart, Bd. 1, hrsg. v. Paul Lindau, Berlin: Gegenwart-GmbH, 1872, (Digitalisat).
- Ueber volkswirtschaftliche Congresse, Die Arbeitseinstelllung in der Berliner Actienfabrik für Eisenbahnbedarf, Blumenlese auf der Eisenacher Socialconferenz und Steuerfragen. In: Die Gegenwart, Bd. 2, hrsg. v. Paul Lindau, Berlin: Gegenwart-GmbH, 1872, (Digitalisat).
- Die Beschlußfähigkeit des Reichstages, Die Alten und die Jungen in Oesterreich, Der Baustellenwucher, Otto Michaelis' volkswirthschaftliche Schriften und Die Wahrheit über die Gewerkvereine. In: Die Gegenwart, Bd. 3, hrsg. v. Paul Lindau, Berlin: Gegenwart-GmbH, 1873, (Digitalisat).
- Benedikt Franz Leo Waldeck: Der Führer der preußischen Demokratie (1848-1870). Berlin: Oppenheim, 1873 (Digitalisat).
- Gewerbegericht und Kontraktbruch: (Zur Revision der deutschen Reichs-Gewerbeordnung.). Berlin: R. Oppenheim, 1874 (Digitalisat).
- Die Hülfs- und Versicherungskassen der arbeitenden Klassen. Berlin: Habel, 1875 (Digitalisat).
- Die Gewerbefreiheit und der Arbeitsvertrag. Breslau: Wilh. Koebner, (1879) (Digitalisat).
- Aus der Geschichte der englischen Kornzölle. Berlin: Simion, 1879 (Digitalisat).